# Juan Temístocles Montás
 (décembre 2020).
Si vous disposez d'ouvrages ou d'articles de référence ou si vous connaissez des sites web de qualité traitant du thème abordé ici, merci de compléter l'article en donnant les références utiles à sa vérifiabilité et en les liant à la section « Notes et références ».
Juan Temístocles Montás Domínguez, né le 6 mai 1948, est un homme politique dominicain, officier public et professeur d'université.
Docteur en génie et économiste, il est le Ministre de l'Économie de 2012 à 2016, puis de l'Industrie entre 2016 et 2017.
En sa qualité de ministre de l'Économie, de la Planification et du Développement, il coordonne l'économie du gouvernement dominicain. Cela signifie qu'il a le pouvoir de diriger et coordonner l'élaboration, la gestion, le suivi et l'évaluation des politiques économiques en vue d'un développement soutenable. De plus, en tant que ministre de l'Économie, il représente également, la République dominicaine en tant que gouverneur au sein du Conseil des gouverneurs de la Banque mondiale. Il représente aussi le pays en tant que gouverneur suppléant de la Banque interaméricaine de développement (BID) .

## Biographie
Juan Temístocles Montás a d'abord été élu membre du Comité central du Parti de la libération dominicaine en 1973. Ami, disciple et collaborateur de feu le professeur Juan Bosch, il a servi en tant que vice-ministre de l'éducation politique, coordonnateur des agences spéciales et des organismes de secrétaire spécial du Parti de la libération dominicaine. Il a également occupé les postes de secrétaire de presse puis de secrétaire des relations internationales, où il a réussi impliquer davantage le parti politique dans diverses instances internationales dont le COPPPAL. Il a été élu membre de son comité politique en 1990 en collaboration avec Dr Leonel Fernandez et Danilo Medina .
Il a été depuis 1990 le coordinateur des équipes techniques ont préparé que les programmes du gouvernement du Parti de la libération dominicaine. Il a eu un rôle de premier plan lors des crises politiques en République dominicaine de 1994, en menant les événements appelés  « Pacte pour la démocratie ». En 1996, à travers son statut de leader du PLD, il était l'un des architectes du nouveau projet politique qui a permis à Leonel Fernandez  de devenir le premier chef d'État issu du Parti de la libération dominicaine.
Montas a dirigé les stratégies électorales du Parti de la libération dominicaine dans de nombreuses campagnes, comme pour les années 1996, 2000, 2004 et 2008. À l’exception de 2000, le parti a toujours été victorieux à la suite des campagnes menées par Montas.
Il a été député au Congrès national du Parti de la libération dominicaine pour la période 1986-1990. Il sert également en tant que conseiller à la Chambre des Députés de la République. Il détient en effet, une vaste expérience de leadership, puisqu’il a été PDG de la compagnie d'électricité dominicaine, maintenant la Coporacion Dominicana De Empresas Electricas Estatales (C.D.E.E.E.) de 1996 à 1998. En 1998, il a été nommé secrétaire technique de la présidence jusqu’en 2000, jouant un rôle clé dans le domaine économique et financier.
En août 2004, il est nommé une seconde fois, secrétaire technique de la présidence, sous le nouveau gouvernement du Parti de la libération dominicaine.
Avec la promulgation de la loi no 496-06, qui crée un organe de planification et d'investissement public en République dominicaine, il en devient le directeur.